# سیارک ۱۵۳۶
سیارک ۱۵۳۶ (به انگلیسی: 1536 Pielinen، نامگذاری:1939SE) هزار و پانصد و سی و ششمین سیارک کشف شده‌است که در ۱۸ سپتامبر ۱۹۳۹ کشف شد.
قدر مطلق سیارک برابر ۱۳٫۷۰ است.